# Тер-Закарян, Мишель
Мише́ль Тер-Закаря́н (фр. Michel Der Zakarian, арм. Միքայել Տեր–Զաքարյան; род. 18 февраля 1963, Ереван) — франко-армянский футболист и тренер. Главный тренер французского клуба «Кан».

## Игровая карьера
Мишель Тер-Закарян начал карьеру в молодёжном составе клуба «Vivaux Marronniers Sports» десятого округа Марселя, куда переехали его родители после рождения сына. В 1974 году он присоединяется к ФК «Мазарг» (в пригороде Марселя), где в 1977 году его команда выигрывает кубок молодёжной лиги в Средиземноморских играх.

### «Нант»
В 1979 году на Канарских островах Мишель Тер-Закарян заключает контракт с «Нантом». Мишель играет на позиции центрального защитника, где он составил компанию Сету Адонкору. Через год «Нант» выигрывает чемпионат Франции 3-го дивизиона. В конце сезона Мишель вызывается в молодёжную сборную Франции и играет на чемпионате Европы среди молодёжных команд в ГДР. Закарян и его товарищи по команде занимают третье место после победы в серии пенальти в матче против Испании. Мишель начинает играть в клубе в сезоне 1981/82 из-за травмы Патриса Рио и проводит 18 матчей в паре с Максимом Боссисом. В 1983 году он принимает участие в завоевании чемпионства, хоть и играет лишь в одном матче в этом сезоне. Он играет на позиции защитника в 1984—1985 гг. в связи с уходом Патриса Рио и гибелью Сета Адонкора. В 1985 и 1986 гг. «Нант» 2 раза становится вице-чемпионом чемпионата Франции. Клуб также доходит до четвертьфинала Кубка УЕФА в 1986 году. В четвертьфинале против «Интера» Мишель забивает свой единственный гол. Мишель играет за «Нант» 9 лет, затем в 1988 году футболист присоединяется к «Монпелье».

### «Монпелье»
В «Монпелье» Мишель Тер-Закарян играет в защите с Жулио Сезаром. В 1990—1991 гг. Мишель соперничает с Жан-Мануэлем Тети и, тем не менее, участвует в 20 матчах чемпионата и трёх матчах Кубка обладателей кубков. В четвертьфинале, в игре против «Манчестер Юнайтед» на стадионе «Олд Траффорд», Мишель повреждает сухожилие, но отказывается покидать поле и доигрывает матч до конца.
После ухода Лорана Блана в «Наполи» Мишель Тер-Закарян становится новым капитаном «Монпелье», и в конце сезона клуб становится обладателем Кубка французской лиги. В 1994 году «Монпелье» доходит до финала Кубка Франции после победы в полуфинале над «Лансом» со счётом 2:0. В финале клуб потерпел поражение, уступив «Осеру» со счётом 0:3. Клуб заканчивает сезон на 7 месте в чемпионате Франции, затем в июле 1994 года он проиграл «Лансу» в матче за Летний кубок со счётом 3:2. Следующий сезон не очень удачно складывается для клуба: «Монпелье» заканчивает чемпионат на 17 месте. В 1996 году «Монпелье» уже располагается на 6 месте, но проигрывает в полуфинале Кубка Франции «Ниму».

### Карьера в сборной
В 1996 году Мишель Тер-Закарян дебютирует в составе сборной Армении в матче против звёздной Португалии. Мишель выходит на поле на 9 минут, чтобы принять участие в отборочном матче чемпионата мира 1998 года. В этом году у Мишеля много травм, и поэтому он играет всего лишь в трёх матчах. Он завершает карьеру футболиста в конце сезона.

## Тренерская карьера
После завершения своей спортивной карьеры, Мишель присоединяется к тренерскому составу «Монпелье». Он тренирует «Монпелье C» с 1998 года. В 2000 году Мишель становится помощником главного тренера «Монпелье», а с 2001 по 2006 год тренирует команду второго дивизиона Франции.

### «Нант»
В 2006 году Мишель возвращается в «Нант». В этом же году он становится ассистентом главного тренера Жоржа Эо, который заменил Сержа Ле Дизе. 12 февраля 2007 года Мишель Тер-Закарян становится сотренером клуба вместе со спортивным директором «Нанта» Яфетом Н’Дорамом.
Несмотря на вылет клуба в Лигу 2, председатели клуба Руди Русильон и Люк Даян доверили Мишелю и дальше тренировать «Нант». Новый руководитель клуба Вальдемар Кита в одно время рассматривал замену тренера, но затем передумал. Клуб снова перешёл в Лигу 1, заняв второе место в Лиге 2. Мишель покидает пост тренера 26 августа 2008 года за 3 дня до начала чемпионата.

### «Клермон»
В 2009 году Мишель становится тренером «Клермона», заменив Дидье Олле-Николя. В свой первый сезон под руководством Закаряна клуб занимает 6 место, тем самым лишая себя возможности вступления в Лигу 1 после последней решающей игры в чемпионате, уступив «Арль-Авиньону». В сезоне 2011/12 «Клермон» снова близок к тому, чтобы присоединиться к элите французского чемпионата, но заканчивает сезон на 5 месте турнирной таблицы с 58 очками, лучшим результатом в истории клуба в Лиге 2. Мишель признан лучшим тренером Лиги 2 2011 года по версии журнала «France Football».

### Возвращение в «Нант»
После трёх сезонов, проведённых в «Клермоне», 1 июня 2012 года Мишель Тер-Закарян возвращается в «Нант». Он заменяет Ландри Шовена в сезоне 2012/13 с целью поднять уровень клуба, как он уже это сделал в сезоне 2007/08. 17 мая 2013 года после победы над «Седаном» клуб под его руководством снова пробивается в Лигу 1.

### «Реймс»
23 мая 2016 года Мишель Тер-Закарян был назначен главным тренером «Реймса». Руководство клуба поставило перед ним задачу сохранить прописку в высшем дивизионе французского первенства, однако по окончании сезона команда финишировала в зоне вылета, отправившись в Лигу 2.

### «Монпелье»
23 мая 2017 года Мишель Тер-Закарян стал главным тренером «Монпелье».

## Достижения
- Чемпион Франции 1983 года. Серебряный призёр чемпионатов Франции 1985 и 1986 гг.
- Обладатель Кубка Франции 1994 года
- Двукратный обладатель Кубка французской лиги
- Обладатель Кубка лиги Средиземноморья 1977 года
- Бронзовый призёр чемпионата Европы среди молодёжных команд 1981 года
- Лучший тренер Лиги 2 по версии журнала «France Football»